# Mezőkövesdi kistérség
A Mezőkövesdi kistérség kistérség Borsod-Abaúj-Zemplén megyében, központja: Mezőkövesd.

## Települései
| Bogács        | Borsodgeszt   | Borsodivánka   | Bükkábrány | Bükkzsérc   |
| Cserépfalu    | Cserépváralja | Csincse        | Egerlövő   | Kács        |
| Mezőkeresztes | Mezőkövesd    | Mezőnagymihály | Mezőnyárád | Négyes      |
| Sály          | Szentistván   | Szomolya       | Tard       | Tibolddaróc |
| Vatta         |               |                |            |             |

## Külső hivatkozások
- Mezőkövesdi Kistérség Helyi Vidékfejlesztési Iroda